# Leichtathletik-Weltmeisterschaften 2023/Teilnehmer (Sierra Leone)
| Gelbes Symbol für Goldmedaillen mit stilisierten Olympischen Ringen | Graues Symbol für Silbermedaillen mit stilisierten Olympischen Ringen | Braundes Symbol für Bronzemedaillen mit stilisierten Olympischen Ringen |
| ------------------------------------------------------------------- | --------------------------------------------------------------------- | ----------------------------------------------------------------------- |
| —                                                                   | —                                                                     | —                                                                       |

Der Leichtathletikverband von Sierra Leone nahm mit einer Athletin an den Leichtathletik-Weltmeisterschaften 2023 in Budapest teil.

## Ergebnisse

### Frauen

#### Laufdisziplinen
| Athletin        | Disziplin | Vorlauf                  | Vorlauf                  | Halbfinale               | Halbfinale               | Finale                   | Finale                   |
| Athletin        | Disziplin | Zeit                     | Platz                    | Zeit                     | Platz                    | Zeit                     | Platz                    |
| --------------- | --------- | ------------------------ | ------------------------ | ------------------------ | ------------------------ | ------------------------ | ------------------------ |
| Georgiana Sesay | 200 m     | nicht auf der Startliste | nicht auf der Startliste | nicht auf der Startliste | nicht auf der Startliste | nicht auf der Startliste | nicht auf der Startliste |